# Вальден, Пауль
Павел Иванович Вальден или Пауль Вальден (латыш. Pauls Valdens, нем. Paul von Walden; 14 (26) июля 1863 года, Розулская волость, Лифляндская губерния Российской империи — 22 января 1957 года, Гаммертинген, Германия) — русский, латвийский, немецкий химик, историк науки, профессор Рижского Политехнического института (1894—1918), ординарный академик Петербургской Академии Наук (с 1910 года), иностранный почётный член АН СССР (1927). Труды по электрохимии растворов, оптической изомерии (открыл т. н. вальденовское обращение), истории химии.

## Начало жизни
Вальден родился в Розулской волости Лифляндской губернии (ныне Латвия) в большой крестьянской семье. В возрасте четырёх лет он потерял отца, а позже и мать. Благодаря финансовой поддержке двух его старших братьев, которые жили в Риге (один был купцом, а другой служил и имел звание лейтенанта), Вальден сумел завершить своё образование — сначала с отличием окончил уездное училище в городе Цесис (1876), а затем и Рижскую техническую школу (1882). В декабре 1882 года он поступил в Рижское политехническое училище и серьёзно заинтересовался химией. В 1886 году он опубликовал свои первые научные исследования по цветным реакциям азотной и азотистой кислоты с различными реагентами и установлению пределов чувствительности цветного метода обнаружения азотной кислоты. В апреле 1887 года он был избран членом Русского физико-химического общества. В это время Вальден начал сотрудничество с Вильгельмом Оствальдом (лауреатом Нобелевской премии по химии 1909), что значительно повлияло на его развитие как ученого. Их первая совместная работа была опубликована в 1887 году и посвящена зависимости электропроводности водных растворов солей от их молекулярной массы.

## Профессиональная деятельность (химия)
В 1888 году Вальден окончил университет со степенью в области химической технологии и продолжал работать на химическом факультете в качестве ассистента профессора С. Бишофа. Под его руководством Вальден начал составлять «Руководство по стереохимии», которое было опубликовано в 1894 году. В ходе подготовки этого издания Вальденом были выполнены многочисленные химические синтезы и описания, в результате которых только по стереохимии появились 57 журнальных статей, опубликованных в период между 1889 и 1900 годами в русских и иностранных журналах. Он также продолжал свои исследования в области физической химии, установив в 1889 году, что ионизирующая способность неводных растворителей прямо пропорциональна диэлектрической постоянной. Во время летних каникул 1890 года и 1891 года Вальден посетил Оствальда в Лейпцигском университете, а в сентябре 1891 защитил там магистерскую диссертацию «О величинах сродства некоторых органических кислот». Оствальд предложил ему остаться в Лейпциге в качестве приват-доцента, но Вальден отказался, надеясь на более успешную карьеру в Риге.
Летом 1892 года он был назначен доцентом кафедры физической химии. Через год защитил докторскую по осмотическим явлениям в осадочных плёнках, и в сентябре 1894 года стал профессором аналитической и физической химии в Рижском политехникуме. Он проработал там до 1911 года, в 1902—1905 годах занимал пост ректора университета. В 1895 году Вальден сделал своё самое знаменитое и важное открытие, которое позже назвали Вальденовское обращение, состоящее  в том, что различные стереоизомеры одного химического соединения могут быть получены друг из друга с помощью последовательных реакций обмена. Сам П. Вальден изучал превращения L- и D-яблочной кислоты при последовательном воздействии пентахлорида фосфора в эфире и влажной окиси серебра. Эта тема легла в основу его докторской диссертации, защищённой в марте 1899 года в Санкт-Петербургском университете.
После этого Вальден заинтересовался электрохимией неводных растворов. В 1902 году он предложил теорию автодиссоциации неорганических и органических растворителей. В 1905 году обнаружил связь между удельной проводимостью и вязкостью в жидких электролитах; в 1906 году ввёл термин «сольватация». Вместе со стереохимическими работами эти результаты принесли ему известность, в частности, он номинировался на Нобелевскую премию по химии в 1913 и 1914 годах.
Вальден был также известен как талантливый преподаватель химии. В своих мемуарах он писал: «Моя аудитория обычно бывает переполнена, и благожелательная реакция слушателей дает мне силы… в моих лекциях я импровизировал, чтобы привнести свежесть в изложение… Я никогда не считал преподавание бременем».
1896 год принёс реформы в Рижский технический университет. Если прежде всё преподавание велось на немецком и Вальден был единственным профессором, который давал некоторые курсы на русском языке, то с 1896 года русский получил статус официального языка. Это позволило получить субсидии от правительства России и помощь для выпускников в получении позиции[стиль]  в России. Эти реформы привели к довольно необычному сотрудничеству Вальдена с Оствальдом: Вальден взялся за перестройку химического факультета, и Оствальд прислал чертежи Лейпцигской химической лаборатории в качестве примера. В мае 1910 года Вальден был избран членом Петербургской Академии наук и в 1911-м приглашён в Санкт-Петербург, чтобы возглавить Химическую лабораторию академии, основанную в 1748 году Михаилом Ломоносовым. Он оставался в этой должности до 1919 года. В порядке исключения ему разрешили остаться в Риге, где у него были лучшие возможности для исследований, но почти каждую неделю он ездил на поезде в Санкт-Петербург на Академические собрания и для руководства исследованиями. В 1911—1915 годах Вальденом опубликовано 14 статей в «Известиях Академии наук» по электрохимии неводных растворов. В частности, в 1914 году Пауль Вальден получил первую ионную жидкость с температурой плавления ниже комнатной — нитрат этиламмония (C2H5)NH+NO3-, который имеет температуру плавления 12 °C,
После 1915 года из-за трудностей, связанных с Первой мировой войной, политическими беспорядками в России, а затем Октябрьской революцией, Вальден сократил свою научно-исследовательскую деятельность и сосредоточился на преподавании и административной работе, занимая ведущие позиции в науке. Из-за политических волнений в Латвии Вальден с семьёй эмигрировал в Германию. Здесь он был назначен профессором неорганической химии в Университете Ро́стока, где работал до выхода на пенсию в 1934 году. В 1924 году Вальдена пригласили в Ригу, где он выступил с серией лекций. Ему предлагали ведущие позиции в области химии в Риге и в Ленинграде, но он отказался. Несмотря на эмиграцию, Вальден сохранил популярность в России, и в 1927 был избран иностранным членом Академии наук СССР. Позднее он также стал членом Шведской (1928) и Финской (1932) академий.

## Последний период жизни
На склоне лет Вальден сосредоточился на истории химии и собрал уникальную библиотеку из более чем 10 тысяч томов. Однако и дом, и библиотека были уничтожены во время британской бомбардировки Ростока в 1942 году. Вальден переехал в Берлин, а затем во Франкфурт-на-Майне, где он стал приглашённым профессором истории химии в местном университете. Конец Второй мировой войны он встретил во французской зоне оккупации, отрезанный от Ростокского университета, который находился в советской зоне, и таким образом остался без средств к существованию. Он жил на скромную пенсию, предоставленную немецкими химиками, иногда читал лекции в Тюбингене и писал мемуары. В 1949 году Вальден опубликовал свою самую известную книгу «История химии». Он умер в Гаммертингене (ФРГ) в 1957 году в возрасте 93 лет. Его мемуары были изданы только в 1974 году.

## Сочинения
- Ломоносовъ какъ химикъ. C.-Петербургъ, 1911.
- Очерк истории химии в России, в кн.: Ладенбург А., «Лекции по истории развития химии от Лавуазье до нашего времени», пер. с нем., Од., 1917
- Теории растворов в их исторической последовательности, П., 1921
- Optische Umkehrerscheinungen (Waldensche Umkehrung), Braunschweig, 1919
- Elektrochemie nichtwässeriger Lösungen, Lpz., 1924.

## Память
В память об учёном названо Правило Вальдена — Писаржевского, которое гласит, что для жидких электролитов произведение вязкости и удельной проводимости является постоянной величиной для данного вещества, не зависящей от растворителя.
В Риге у д. 4 на Бульваре Кронвальда в 2003 году П. Вальдену установлен памятник.
Также в честь него была названа одноимённая улица.